# Christian Frederik Hansen (amtmand)
 For alternative betydninger, se Christian Frederik Hansen. (Se også artikler, som begynder med Christian Frederik Hansen)
Christian Frederik Hansen (født 1737 i København, død 24. marts 1807 i Ringkøbing) var en dansk amtmand og etatsråd.
Han var fra 1764 justitsråd og virkede fra 14. januar 1773 som arkivar i Rentekammerets arkiv, men allerede den 22. februar samme år blev han udnævnt til amtmand over Lundenæs og Bøvling Amter. Efter en administrativ reform fortsatte han fra 1. maj 1794 som amtmand over Ringkøbing Amt og virkede i denne stilling til sin fratræden i 1805.
Han er især blevet kendt for at færdiggøre vejopmålingen i Vestjylland og få opsat milepæle langs landevejene. Ved sin tiltræden kunne han konstatere, at forholdene langt fra var tilfredsstillende, og fra begyndelsen var han fast besluttet på at rydde op i tidligere tiders slendrian, og en af de opgaver, han tog fat på, var færdiggørelsen af vejopmålingen, og i 1785 startede han med strækningen mellem Ringkøbing og Varde. I årene 1786-1790 fortsatte han med de øvrige landeveje, og på denne måde blev efterhånden opsat 217 milesten.